# 函館日産自動車
函館日産自動車株式会社（はこだてにっさんじどうしゃ）とは、北海道函館市に本社を置く、日産自動車のレッド&ブルーステージ店（旧日産店）である。

## 沿革
- 1946年10月1日 - 「函館日産自動車販売株式会社」設立（日産店）。
- 1955年9月1日 - 「函館プリンス自動車株式会社」設立（後の日産プリンス函館販売株式会社、プリンス店）。
- 1960年4月1日 - 「函館日産モーター株式会社」設立（モーター店）。
- 1966年4月1日 - 「日産サニー函館販売株式会社」設立（サニー店）。
- 1970年10月1日 - 日産サニー函館販売がチェリー事業部を設立。サニー店系列とチェリー店系列の取扱いになる。
- 1986年10月1日 - 函館日産自動車と函館日産モーターが合併し、函館日産自動車株式会社に統合。
- 1995年9月1日 - 日産プリンス函館販売と、日産サニー函館販売が合併し、日産サニープリンス函館販売株式会社に統合。
- 1999年10月1日 - 函館日産自動車と日産サニープリンス函館販売が合併し、函館日産自動車株式会社に統合。日産車全車種取扱販売会社となる。
- 2002年7月1日 - 新生「函館日産自動車株式会社」設立。
- 2012年9月21日 - 地元資本の木材・住宅販売・流通業のテーオー小笠原（現・テーオーホールディングス）が、同社の全株式を取得して完全子会社化[1]。

## 事業所
- 亀田本町店 - 函館市亀田本町37-9（日産・ハイパフォーマンスセンター併設）
- 神山店 - 函館市神山2丁目4-3
- 石川店・U-CARセンター石川 - 函館市石川町60
- 森店 - 茅部郡森町字森川町291-202
- 八雲店 - 二海郡八雲町熱田44-9
- 北檜山店 - 久遠郡せたな町北檜山区北檜山188-12
- 江差店 - 檜山郡江差町字柳崎町216
- クエスト5 - 函館市亀田本町67-23

### 閉鎖した店舗
- 千歳店 - 函館市千歳町15-2
- 木古内店 - 上磯郡木古内町字新道102-1
- 日産カーパレス函館 - 函館市西桔梗町515-10

## 北海道内の日産各販売会社
- 北海道日産自動車
- 旭川日産自動車
- 札幌日産自動車
- 北見日産自動車
- 帯広日産自動車
- 日産プリンス札幌販売